# Alyson Morgan
Alyson Lynn Morgan (Columbus, Misisipi, 12 de junio de 1990) es una exactriz estadounidense, conocida por haber interpretado el papel de Dasha Plank en la película de Disney Channel Zenon: Z3 (2004).

## Biografía
Alyson Morgan nació el 12 de junio de 1990 en Columbus, Misisipi, Estados Unidos.

## Carrera
Debutó como actriz en 2004 interpretando a Dasha Plank en la película original de Disney Channel Zenon: Z3. Ese mismo año, tuvo una aparición en la serie de televisión House, en el episodio "Heavy", como Clementine. En años posteriores, participó como actriz de voz en varios videojuegos, incluyendo The Dark Knight Rises (2012), donde interpretó a Selina Kyle / Catwoman, y Dungeon Hunter V (2015), donde dio voz al personaje de la Hermana Elora.

## Filmografía

### Cine
- Zenon: Z3 (2004) – Dasha Plank[1]
- Blue Skies (2005) – Joven Sarah[3]

### Televisión
- House (2004) – Clementine (Episodio: "Heavy")[3]

### Videojuegos
- The Dark Knight Rises (2012) – Selina Kyle / Catwoman[3]
- Dungeon Hunter V (2015) – Hermana Elora[3]